# Johnny Suh
John Suh (Chicago, Illinois, 9 de febrero de 1995), más conocido como Johnny, es un cantante, bailarín, MC, Modelo y DJ surcoreano-estadounidense. Es popularmente conocido por formar parte de NCT 127, subunidad de NCT desde 2017.

## Primeros años
Johnny nació en Chicago, Illinois, Estados Unidos, el 9 de febrero de 1995. En 2007, se mudó a Seúl, después de hacer una audición para SM Entertainment en una audición global celebrada en Chicago, donde fue aceptado como aprendiz.

## Carrera

### Predebut
El cantante, durante su período de entrenamiento, entrenó junto a los integrantes de EXO, convirtiéndose en un posible integrante del grupo. Sin embargo, no logró debutar como miembro de EXO. En abril de 2012, realizó una aparición en el videoclip de «Twinkle» de Girls' Generation-TTS. El 15 de octubre del mismo año, en un informe de ABC News donde periodistas visitaron el edificio de SM Entertainment, Johnny apareció por primera vez en el ojo público como aprendiz de la agencia. Al año siguiente se unió el equipo de entrenamiento de SM Rookies, junto a Yuta y Ten, en diciembre de 2013.
En 2014, apareció en la portada de la revista The Celebrity, junto a Irene y Seulgi de Red Velvet, y su compañero Taeyong. De agosto a octubre del mismo año, apareció en el programa EXO 90:2014, donde protagonizó el remake del videoclip de «Yo!», con Sehun. En agosto de 2015, participó en la presentación del SMRookies Show, especialmente planeado para SMTown Theatre. Meses después, viajó a Bangkok, para participar en el espectáculo, celebrado en la ciudad tailandesa.
En marzo de 2016, apareció en la portada de la edición tailandesa de Seventeen, junto con Taeyong, Doyoung, Ten y Jaehyun. En abril del mismo año, protagonizó la primera temporada del reality show de NCT Life, titulado NCT Life in Bangkok, transmitido desde el 16 de abril al 2 de mayo. En agosto del mismo año, apareció en el vídeo musical de la canción «Ready For Your Love» de J-Min. De septiembre a diciembre, presentó el programa My SMT, junto con Leeteuk y reemplazando a Doyoung. En octubre, participó como DJ para SM Dreamstation Crew en el Spectrum Dance Music Festival con otros artistas de su agencia. En el mismo mes, hizo una aparición en el videoclip de «Heartbeat» de Luna y Amber. Lanzó la canción «Nightmare» para SM Station, junto con Yoon Do-hyun, Reddy, G2 e Inlayer, el 28 de octubre. Apareció en el vídeo musical de «Switch» de NCT 127, lanzado en diciembre de 2016, antes de su debut como integrante del grupo.

### 2017-presente: Debut y otras actividades
En enero de 2017, Johnny debutó como integrante de NCT 127 con el lanzamiento de Limitles. En el mismo mes, compitió en Idol Star Athletics Championships, el cual fue transmitido por MBC. A mediados de febrero de 2017, fue juez en Duet Song Festival durante el episodio 41. En febrero, se confirmó su participación en la segunda temporada del programa Lipstick Prince. En marzo del mismo año, se convirtió en DJ del programa de radio, NCT's Night Night. De marzo a abril, protagonizó la sexta temporada de NCT Life, titulada NCT Life in Chiangmai. También en abril, hizo una breve aparición en el noveno episodio de la serie de Netflix Bill Nye Saves the World, en el episodio titulado «The Sexual Spectrum», que habla sobre la vida en Corea.
A principios de 2018, apareció nuevamente en Idol Star Athletics Championship, transmitido por MBC el 15 y 16 de febrero. El 3 de mayo, apareció como MC especial de M! Countdown. En enero de 2019, coprotagonizó el programa Star Road: NCT127, junto con otros miembros de NCT 127. Entre junio y julio, protagonizó el programa de variedades NCT 127 Teach Me Japan!. En septiembre, presentó el programa NCT 127 American School 101. El programa abarca el concepto de una escuela donde los miembros de NCT 127 aprenden sobre América en profundidad con Johnny como su maestro. Johnny fue uno de los representantes de NCT 127 durante el Iduse Star Athletics Championships Chuseok, emitido el 12 y 13 de septiembre. Poco después, apareció en los episodios 18 y 51 del programa SJ Returns 3, que se transmitió el 23 de septiembre y el 20 de octubre, respectivamente. El 19 de noviembre, Johnny apareció en el programa Everybody Cha Cha Cha.
El 6 de marzo de 2020, NCT 127 lanzó su segundo álbum coreano, Neo Zone, para el cual Johnny coescribió las canciones «Pandora's Box» y «Love Song».

## Anuncios
En noviembre de 2019, se convirtió en modelo de la marca tailandesa Jenim Sports Zero Odor, junto con Taeyong, Doyoung y Jaehyun.

## Discografía

### Canciones
| Título                                                                            | Año            | Mejor posición | Ventas         | Álbum          |                |                |
| Título                                                                            | Año            | COR            | Ventas         | Álbum          |                |                |
| Colaboraciones                                                                    | Colaboraciones | Colaboraciones | Colaboraciones | Colaboraciones | Colaboraciones | Colaboraciones |
| --------------------------------------------------------------------------------- | -------------- | -------------- | -------------- | -------------- | -------------- | -------------- |
| «Nightmare» (con Yoon Do-hyun x Reddy x G2 x Inlayer)                             | 2017           | —              | - COR:         | Sin álbum      |                |                |
| «–» indica que el lanzamiento no fue lanzado o no se posicionó en ese territorio. |                |                |                |                |                |                |

### Composiciones
| Canción                | Año  | Álbum    | Artista(s) | Letra   | Letra                                                         | Música  | Música |
| Canción                | Año  | Álbum    | Artista(s) | Crédito | Con                                                           | Crédito | Con    |
| ---------------------- | ---- | -------- | ---------- | ------- | ------------------------------------------------------------- | ------- | ------ |
| «Pandora's Box» (낮잠) | 2020 | Neo Zone | NCT 127    | Sí      | JQ, Hyeon Ji-won, Kim Hye-ji (Makeumine Works), Taeyong, Mark | No      | —      |
| «Love Song» (우산)     | 2020 | Neo Zone | NCT 127    | Sí      | Seo Ji-eum, Taeyong, Mark                                     | No      | —      |

## Filmografía

### Programas de televisión
| Año  | Título                            | Canal                | Notas                                |
| ---- | --------------------------------- | -------------------- | ------------------------------------ |
| 2014 | EXO 90:2014                       | Mnet                 | [ 10 ]                               |
| 2017 | Lipstick Prince                   | OnStyle              | Miembro fijo                         |
| 2017 | Bill Nye Saves the World          | Netflix              | Aparición corta                      |
| 2018 | Idol Star Athletics Championships | MBC                  | Competidor                           |
| 2018 | M! Countdown                      | Mnet                 | Presentador especial                 |
| 2019 | SJ Returns 3                      | V Live Naver TV Cast | Aparición en los episodios 18 y 51   |
| 2019 | Everybody Cha Cha Cha             | SBS Plus             | Mostró sus habilidades futbolísticas |